# Syscom 18
Syscom 18 este o companie din România care livrează sisteme complete de automatizări industriale, înființată în anul 1991.
Este deținută de omul de afaceri Ion Andronache
și este specializată în distribuția de echipamente de automatizare, traductoare, echipamente de panou, valve, pompe și instalații complexe.
Compania furnizează aplicații în industria petrolului și a gazelor naturale dar și în ciment, ceramică, medicamente și metalurgie.
Syscom 18 are peste 500 de clienți în România, Orientul Mijlociu și Asia Centrală.
Număr de angajați în 2010: 150
Cifra de afaceri:
- 2009: 14 milioane euro[5]
- 2008: 17 milioane euro[6]